# Macrochloa
Macrochloa  Kunth, 1829 è un genere di piante appartenente alla famiglia delle Poaceae (o Gramineae, nom. cons.) diffuso nelle regioni che si affacciano sulla parte occidentale del bacino del Mediterraneo

## Tassonomia
Il genere comprende le seguenti specie:
- Macrochloa antiatlantica (Barreña, D.Rivera, Alcaraz & Obón) H.Scholz & Valdés
- Macrochloa tenacissima (L.) Kunth